# جيريمي دافنبورت
جيريمي دافنبورت (بالإنجليزية: Jeremy Davenport)‏ هو عازف جاز أمريكي، ولد في 1970 في سانت لويس في الولايات المتحدة.

## وصلات خارجية
- جيريمي دافنبورت على موقع ميوزك برينز (الإنجليزية)
- جيريمي دافنبورت على موقع ديسكوغز (الإنجليزية)